# Кривцово (Урицкий район)
Кривцо́во — деревня в Урицком районе Орловской области России. Входит в состав Архангельского сельского поселения.

## География
Деревня находится на правом берегу реки Лубна, на расстоянии 15 км к западу от посёлка городского типа Нарышкино, административного центра района.

### Часовой пояс
Деревня Кривцово, как и вся Орловская область, находится в часовой зоне МСК (московское время). Смещение применяемого времени относительно UTC составляет +3:00.

## Население
| 2010 |
| ---- |
| 0    |

## Улицы
В деревне имеется одна улица — Московская.